# Stazione di Calatabiano
La stazione di Calatabiano è una fermata posta al km 281+802 della linea Messina-Siracusa in prossimità dell'ingresso sud del centro urbano di Calatabiano.

## Storia
La stazione di Calatabiano ebbe origine durante la costruzione della seconda tratta della Messina-Catania aperta al traffico nel 1867. Venne realizzato un raddoppio per incroci e precedenze e un piccolo scalo merci sul lato ad ovest della stazione.
Il 26 settembre 2006 venne trasformata in fermata impresenziata.
La stazione verrà dismessa quando sarà completato il raddoppio ferroviario tra Fiumefreddo e Giampilieri che sposterà il tracciato della ferrovia a monte

## Strutture e impianti

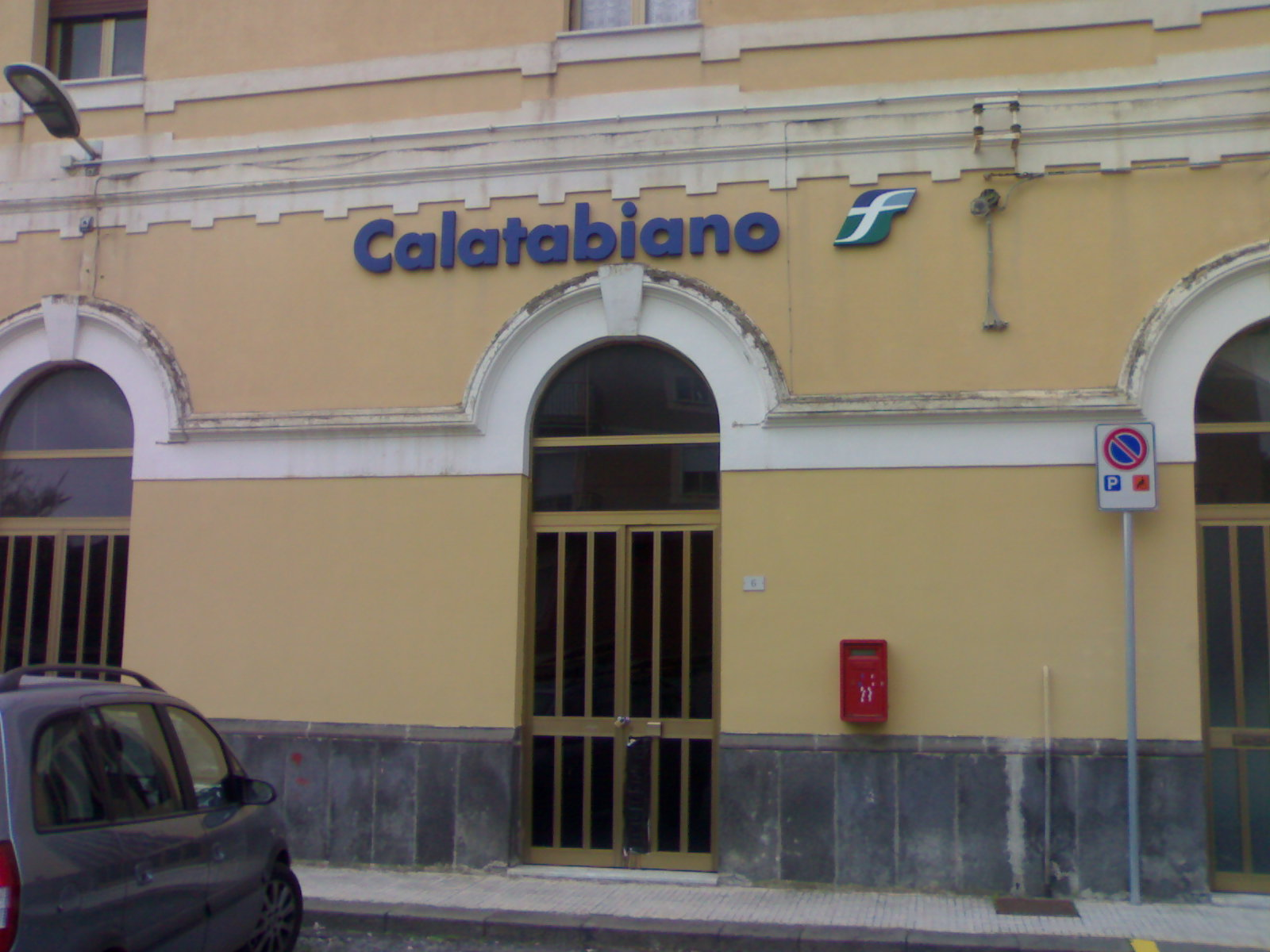
Particolare del fabbricato viaggiatori

La stazione ha un fabbricato viaggiatori di medie dimensioni a cinque luci e due livelli sito a monte rispetto alla linea ferrata.
È dotata di un piccolo scalo merci con magazzino, piano caricatore, sagoma limite e ponte a bilico da 30 t. 
Il fascio binari era costituito da un primo binario di raddoppio per servizio viaggiatori, un secondo binario di corsa e un terzo binario ad uso treni merci; in seguito al declassamento a fermata sono stati soppressi i due binari deviati e l'intero scalo merci. È stato soppresso anche il doppio segnalamento luminoso di protezione e partenza.

## Movimento
È uno scalo di importanza locale: è collegata da treni regionali a Catania Centrale e a Messina Centrale.
Nel 1938 la stazione era sede di fermata di 7 treni accelerati provenienti da Messina e di un diretto proveniente dal continente; in senso inverso vi fermavano 6 treni accelerati (dei quali uno con termine corsa a Taormina-Giardini) e un diretto provenienti da Catania e Siracusa.
L'orario ufficiale del 1975 riportava la fermata di 6 treni in servizio locale (di cui 2 originari da Taormina-Giardini), di un diretto proveniente da Roma Termini. In senso inverso i treni aventi fermata erano 6, di cui uno di categoria Diretto.
Nel 2014 nell'impianto fermano i treni viaggiatori regionali operati da Trenitalia nell'ambito del contratto di servizio previsto per la Regione Siciliana: il servizio offre la fermata di 8 treni regionali feriali provenienti da Messina e di 2 da Taormina-Giardini. In senso inverso i treni che vi effettuano fermata sono 9.